# Бангладешско-сьерра-леонские отношения
Бангладешско-сьерра-леонские отношения — двусторонние дипломатические отношения между Бангладеш и Сьерра-Леоне.

## История
В 2003 году президент Сьерра-Леоне Ахмед Теджан Кабба посетил Бангладеш с официальным визитом.
Бангладешские миротворцы сыграли важную роль в борьбе с повстанцами во время гражданской войны в Сьерра-Леоне в составе Миссии Организации Объединённых Наций. Миротворцы Бангладеш также внесли свой вклад в восстановление страны после окончания гражданской войны и в строительство нескольких важных объектов инфраструктуры. Давая характеристику вкладу бангладешских миротворцев, Ахмед Теджан Кабба заявил, что народ Сьерра-Леоне не только приветствует войска Бангладеш, но и не хочет отпускать их.

## Социальное развитие
Бангладешские НПО, в том числе BRAC, действуют в Сьерра-Леоне и работают в области микрофинансирования и развития сельского хозяйства.

## Инвестиции
Сьерра-Леоне пыталась привлечь бангладешские инвестиции, особенно в швейной, текстильной и сельскохозяйственной отраслях. Бангладешские компании в сельскохозяйственном секторе осуществили крупные инвестиции в Сьерра-Леоне, наиболее заметными из которых являются Bengal Agro Limited, которая инвестировала 50 миллионов долларов США и открыла завод по переработке каучука в Сьерра-Леоне, который является первым в своем роде в Западной Африке.